# Podul de la Răscăieți
Podul de la Răscăieți este un pod peste Nistru, situat lângă satul Răscăieți, care face legătura cu regiunea transnistreană. El conectează Răscăieți de Hlinaia, respectiv raionul Ștefan Vodă și Stînga Nistrului.

## Aspecte istorice
În timpul Războiului din Transnistria podul a fost minat și traseul peste pod a fost blocat de elemente de beton armat. În toiul acțiunilor militare, un grup de deputați locali, raionali și din Parlamentul Republicii Moldova, din raioanele Ștefan Vodă și Slobozia (de pe malurile drept și respectiv stâng ale Nistrului), s-au întâlnit pentru a iniția un dialog politic pe podul de la Răscăieți, la 5 mai 1992, în aceeași zi cu deschiderea lucrărilor unei comisii de conciliere, aflată la Tighina și la care au participat delegații ale organelor centrale ale puterii de stat din Republica Moldova și Transnistria.
În condițiile disensiunilor politice existente între Guvernul Republicii Moldova și regimul de la Tiraspol de după conflictul transnistrean din 1992, conducătorii administrațiilor locale de stat din localitățile învecinate situate de o parte și de alta a Nistrului, din raioanele Ștefan Vodă și Slobozia, au inițiat în 1996, pe plan local un dialog, cu scopul de a găsi o rezolvare a problemele cotidiene din zonă. Acest dialog a determinat ca, în 1997, să fie propusă o întâlnire fizică a unor mase mari de locuitori de pe ambele maluri ale Nistrului, la Răscăieți, chiar lângă podul care, a fost ales drept simbol al restabilirii legăturilor de care avea nevoie populația care suferise în urma conflictului armat de pe Nistru din vara anului 1992.

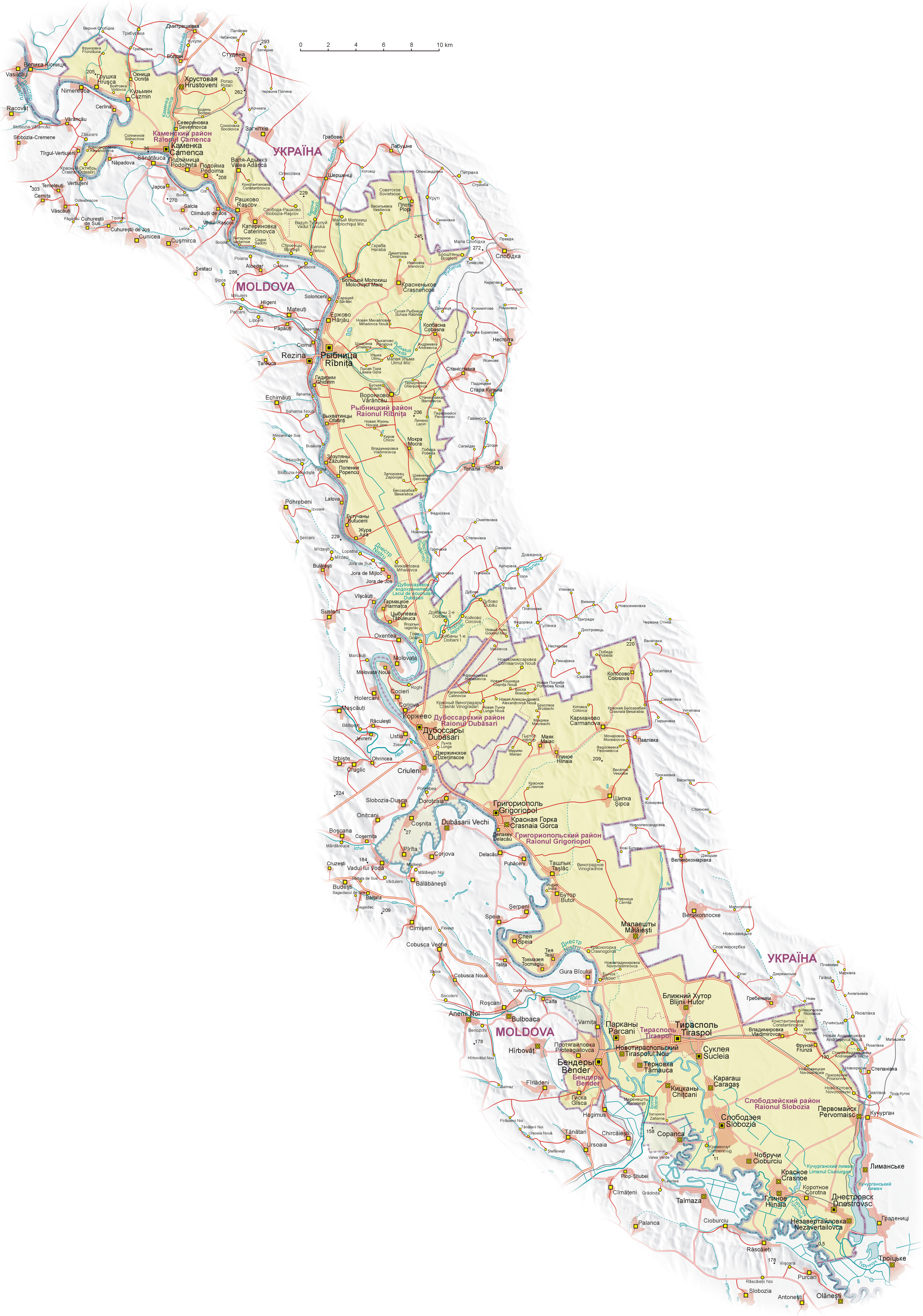
Legături cu raioanele Republicii Moldova din stânga Nistrului.

La 4 octombrie 1997 această întâlnire a avut loc la podul de la Răscăieți, sub forma unei serbări populare la care a participat populația din raioanele Ștefan Vodă și Slobozia, denumită „Podul peste Nistru” și consacrată restabilirii încrederii în ce privește buna vecinătate.

## Aspecte economice
Între Răscăieți și Hlinaia, comunicația este asigurată de drumul regional G115 R30–Răscăieți–Hlinaia–R27.

### Podul peste Turunciuc
În continuarea podului de la Răscăieți, comunicația peste Nistru este asigurată de podul peste Turunciuc, de la Hlinaia.

### Context
De aceste poduri depinde funcționarea complexului economic al satelor vecine, situate peste Nistru.
Pe partea dreaptă a podului ce unește cele două maluri ale Nistrului, se află un post fiscal de control al Republicii Moldova.